# Mahelma
Mahelma (în arabă محالمة) este o comună din provincia Alger, Algeria.
Populația comunei este de 20.758 locuitori (2008).